# Csíptető

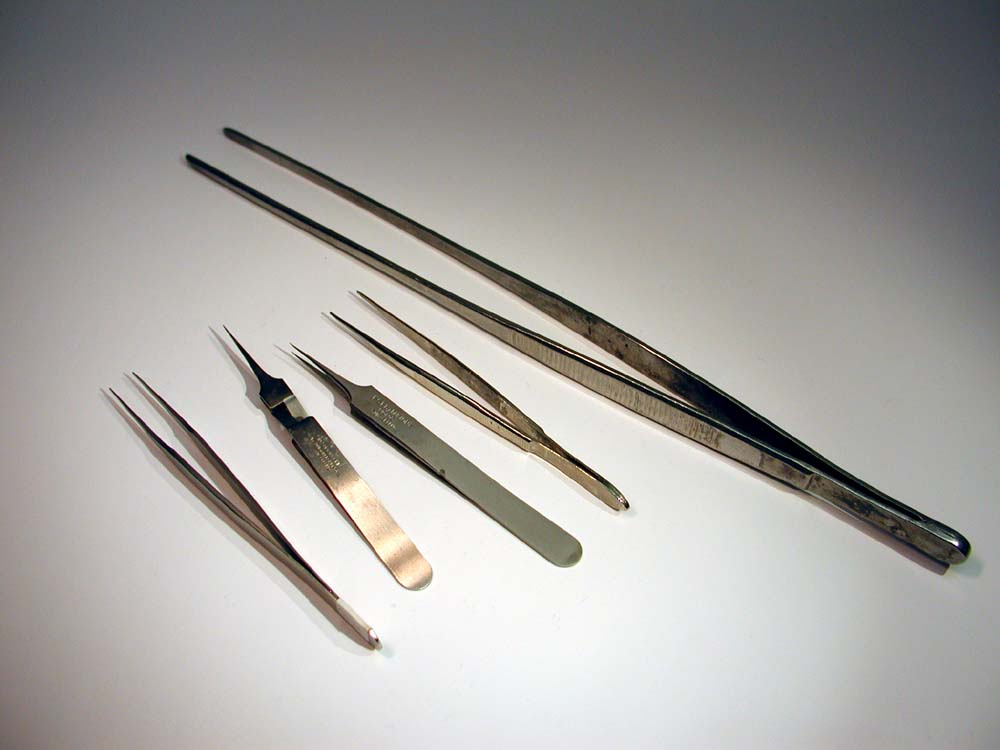
Különféle csipeszek

A csipesz vagy csíptető kozmetikai vagy sebészi eszköz, mely általában vasból vagy acélból készül, és kisebb testrészek, illetve szőrszálak pontos megfogására használják. Rajta két egyenes vagy kissé görbült kar V alakban van a végén összeforrasztva, és ott a karok végei rugótoll módjára közelíthetők egymáshoz.
Vannak a végükön horoggal ellátott és zárókészülékkel felszerelt csipeszek is. Jó csipesznél a rugótollnak nem szabad nehezen járnia, máskülönben hamar kifárad a dolgozó kéz. Megfogása általában a három belső ujjal történik, a hüvelykujj szemben a másik kettővel.